# Aiguebelette-le-Lac
Aiguebelette-le-Lac település Franciaországban, Savoie megyében. Lakosainak száma 247 fő (2022. január 1.). Aiguebelette-le-Lac Lépin-le-Lac, Nances, Novalaise, Saint-Alban-de-Montbel, Saint-Sulpice és Vimines községekkel határos.

## Népesség
A település népességének változása:
| Lakosok száma | 251  | 243  | 249  | 235  | 234  | 232  | 230  | 239  | 247  |
|               | 2013 | 2015 | 2016 | 2017 | 2018 | 2019 | 2020 | 2021 | 2022 |